# Sminthopsis boullangerensis
Sminthopsis boullangerensis — вид родини сумчастих хижаків, який мешкає на острові Буланже, Західна Австралія. Описаний як підвид Sminthopsis griseoventer, але Crowther et al. (1999) описали фіксовані відмінності як в морфології так і в аллозимах завдяки яким вони тимчасово іменується, як S. g. griseoventer і вважають таке розміщення boullangerensis як «консервативне».